# Lladurs
Lladurs település Spanyolországban, Lleida tartományban. Lladurs Odèn, Navès, Olius, Solsona és Castellar de la Ribera községekkel határos. Lakosainak száma 185 fő (2024).

## Népesség
A település népessége az utóbbi években az alábbiak szerint változott:
| Lakosok száma | 566  | 884  | 695  | 567  | 259  | 221  | 201  | 195  | 176  | 185  |
|               | 1717 | 1887 | 1936 | 1960 | 1986 | 2004 | 2009 | 2014 | 2019 | 2024 |